# Olesya Rulin
Olesya Yuryevna Rulin (in russo Oлeся Юрьевна Pулина?, Olesja Jur'evna Rulina; Mosca, 17 marzo 1986) è un'attrice, pianista, modella e ballerina russa naturalizzata statunitense.

## Biografia
Cresciuta a Lichoslavl', si è trasferita negli Stati Uniti all'età di otto anni, ottenendone successivamente la cittadinanza. È famosa soprattutto per il suo ruolo di Kelsi Nielsen in High School Musical, High School Musical 2 e High School Musical 3. Olesya ha anche lavorato in altri film di Disney Channel e in diverse pellicole.
Insieme alla sua co-star di High School Musical, Chris Warren Jr., Olesya condurrà il Concerto Disneymania con la partecipazione della T-Squad.

## Filmografia parziale

### Cinema
- Urban Legend 3, regia di Mary Lambert (2005)
- Mobsters and Mormons, regia di John Moyer (2005)
- American Pastime, regia di Desmond Nakano (2007)
- Il coraggio di vincere (Forever Strong), regia di Ryan Little (2008)
- Pericolosamente bionda (Major Movie Star), regia di Steve Miner (2008)
- High School Musical 3: Senior Year, regia di Kenny Ortega (2008)
- Flying By, regia di Jim Amatulli (2009)
- Expecting Mary, regia di Dan Gordon (2010)
- Apart, regia di Aaron Rottinghaus (2011)
- Weekend in famiglia, regia di Benjamin Epps (2013)

### Televisione
- Attenti al volpino (Hounded) – film TV, regia di Neal Israel (2001)
- Quando Einstein ci mette lo zampino (The Poof Point) – film TV, regia di Neal Israel (2001)
- Il tocco di un angelo (Touched by an Angel) – serie TV, episodio 9x07 (2002)
- Halloweentown High - Libri e magia (Halloweentown High) – film TV, regia di Mark A.Z. Dippé (2004)
- Everwood –  serie TV, episodio 2x14 (2004)
- High School Musical –  film TV, regia di Kenny Ortega (2006)
- High School Musical 2 –  film TV, regia di Kenny Ortega (2007)
- Greek - La confraternita (Greek) –  serie TV, 10 episodi (2009-2011)
- CSI: Miami – serie TV, episodio 8x22 (2010)
- The Mentalist – serie TV, episodio 3x05 (2010)
- Drop Dead Diva – serie TV, episodio 3x08 (2011)
- Touch –  serie TV, episodio 1x03 (2012)
- Underemployed - Generazione in saldo (Underemployed) – serie TV, episodi 1x11-1x12 (2012)
- NCIS - Unità anticrimine (NCIS) –  serie TV, episodio 11x20 (2014)
- Powers – serie TV, 20 episodi (2015-2016)
- The Night Shift – serie TV, episodio 2x14 (2015)
- Segreti e tradimenti (Devious Nanny) – film TV, regia di Devon Downs e Kenny Gage (2018)
- NCIS: Los Angeles - serie TV, 5 episodi (2020-2022)
- The Rookie – serie TV, episodio 4x18 (2022)

## Doppiatrici italiane
Nelle versioni in italiano delle opere in cui ha recitato, Olesya Rulin è stata doppiata da:
- Barbara Pitotti in High School Musical 2, High School Musical 3: Senior
- Elisabetta Spinelli in Pericolosamente bionda
- Gemma Donati in Greek - La confraternita
- Valentina Favazza in CSI: Miami
- Isabella Benassi in Powers